# Olov Svedelid

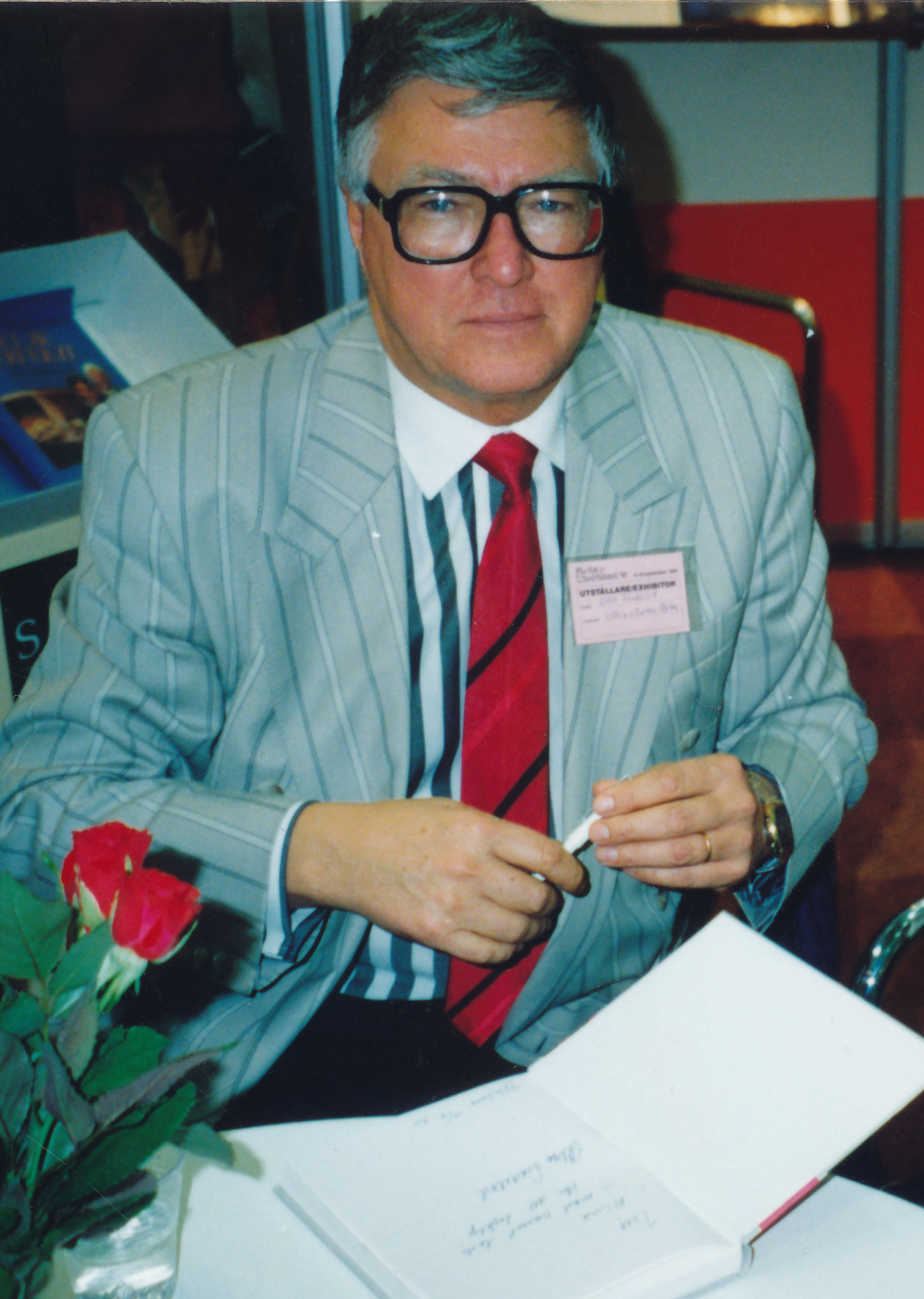
Olov Svedelid signerar böcker på Bokmässan i Göteborg 1990.

Olov Arvid Svedelid, född Alfredsson 26 augusti 1932 i Johannes församling i Stockholm, död 22 september 2008 i Danderyd, var en svensk författare, främst av kriminalromaner. Han fick sitt genombrott 1972 med den första boken om stockholmspolisen Roland Hassel, Anmäld försvunnen, som tilldelades Expressens Sherlockpris. Han var en av Sveriges mest produktiva och framgångsrika författare och bland de mest lånade på biblioteken. Under flera år på 1980- och 1990-talet toppade han utlåningen för vuxenförfattare och så sent som 2002 låg han på tredje plats (efter Håkan Nesser och Henning Mankell) med drygt 337 000 utlån. 
Svedelids bokproduktion omfattar cirka 185 titlar i olika genrer. Han skrev bland annat 27 böcker om Roland Hassel, 22 romaner om advokat Rosenbaum, 10 ungdomsdeckare om Betong-Rosorna och 7 historiska romaner om Catarina Dufva.

## Biografi
Svedelids föräldrar var från Värmland och kom till Stockholm från Karlstad 1923. Familjen bestod av fadern Anders Hilmer Alfredsson (1887–1967) som var timmerman, modern Agnes Lovisa Eklund (1894–1977) som var hemmafru och storasyster Anna-Lisa (1918–2005). Olov föddes i Stockholm 1932 och i hans självbiografi Världen som var Kungsholmen (1993) möter vi en nyfiken och äventyrslysten grabb under uppväxten i huvudstaden på trettio- och fyrtiotalet. Han lärde sig tyda bokstäverna på stadens fasadskyltar och som femåring läste han sin allra första bok H C Andersens Sagor, hemma i köket på S:t Eriksgatan 12. Här väcktes författardrömmen och redan i nioårsåldern skrev han små artiklar i Folkskolans tidning. Som ung läste han August Strindberg, Selma Lagerlöf och Sinclair Lewis och för att få tillgång till bibliotekets vuxenlitteratur använde han faderns lånekort. Tids nog fick han dispens att som den ende minderårige låna på vuxenavdelningen. Han var elev vid Kungsholmens folkskola 1939–1944, fortsatte studierna vid Vasa realskola från 1944 och därefter vid Norra Latin 1948.
Svedelid siktade tidigt på att bli författare men yrkesbanan startade med arbete på kontor och som försäljare. Han mötte sitt livs kärlek Elli Björkén redan som femtonåring, de gifte sig 1954, tog efternamnet Svedelid och fick en son 1955. Kort därefter flyttade han med familjen från Solna till Gävle för ett jobb som skrivmaskinsförsäljare på IBM. Parets andra barn, en dotter, föddes 1959. Familjen flyttade vidare till Malmö där Svedelid fick jobb som journalist på Skånska Dagbladet. Han skrev nöjesartiklar och recenserade böcker, tv, film och teater och var tidningens PR- och reklamchef. Från 1965 arbetade han som författare på heltid och året därpå återvände familjen till Solna i Stockholm. Författarkarriären tog fart när den första boken om stockholmspolisen Roland Hassel, Anmäld försvunnen, kom ut 1972 och belönades med Expressens Sherlockpris. 
Olov Svedelid älskade sitt Stockholm och i början av 1980-talet fick han möjligheten att bosätta sig i en takvåning på Österlånggatan 14 i Gamla stan. Klockan sex på morgonen slog han sig ned vid skrivbordet en trappa upp och med vissa avbrott pågick arbetet till sena kvällen. Han sa sig inte ha några hobbyer, ”antingen skriver jag eller läser”. Två av hans favoritförfattare i deckargenren var Raymond Chandler och Ed McBain. Inom skönlitteraturen fascinerades han av Kafkas Processen och Charles Dickens berättarförmåga och psykologiska insikt.
Från mitten av 1980-talet och några år framåt var Svedelid teaterchef vid Seniorteatern på Reginateatern i Stockholm. Här förverkligade han sin idé om underhållning för daglediga pensionärer och engagerade några av Sveriges mest folkkära skådespelare, bland andra Sickan Carlsson och Annalisa Ericson. När Olov Svedelid den 19 juli 1992 var sommarvärd i Sveriges Radio berättade han om starten av Seniorteatern men också om tiden då han upptäckte jazzmusiken, hur han kämpade för att bli trumpetare som Harry James och ögonblicket när han mötte sin blivande fru på Holger Rosenqvists dansskola.
Olov Svedelid omgav sig med en stor vänskapskrets och ett betydande nätverk av författarkollegor och branschfolk på förlag och i nöjesvärlden. År 1977 grundade han Föreningen Kriminalförfattare i Stockholm tillsammans med Ulla Trenter, Ulf Durling och Jan-Olof Ekholm. Under några år var han föreningens ordförande. Han var aktiv medlem i Svenska Deckarakademin och Sällskapet Deckarvännerna, Stallbröderna, Rotary, Friends of Flynn, Svenska Pilsnerfilmsällskapet och Dad´s Army-vännerna. Han värnade om sin läsekrets med barn, unga och vuxna och var en ofta anlitad föreläsare på bibliotek och skolor över hela landet. 
När Svedelid fick besked om cancer i käken 2005 skämtade han med läkaren för att lätta upp stämningen. Men den hårda verkligheten drabbade honom snart och han fick anledning att reflektera över perioder av hälsa och sjukdom och över vad en människa gör för att finna ett inre lugn. I biografin Riden av maran, besatt av demoner, helad av änglar (2008) ser han tillbaka på sitt liv och sina möten med sjukvården.
Olov Svedelid var bosatt i Danderyds kommun när han avled den 22 september 2008, 76 år gammal. Han är begravd på Solna kyrkogård.

## Författarskap
Olov Svedelid skrev bland annat 27 böcker om Roland Hassel, 22 romaner om advokat Rosenbaum, 10 ungdomsdeckare om Betong-Rosorna och 7 historiska romaner om Catarina Dufva.
Författarkarriären startade med det som Svedelid själv kallade symbolromaner, influerade av fransk litteratur med författaren Jean-Paul Sartre i spetsen. Efter åratal av refuseringar från olika förlag bytte han så småningom genre och på inrådan av sin fru började han skriva deckare. Han hade hunnit bli 32 år när han fick sitt första bokmanus antaget med deckardebuten Döden tystar mun, som handlar om journalisten Ralf Krook på den fiktiva dagstidningen Skåne-Posten. Bokserien innehåller fyra delar och avslutades med Döden fyller hundra (1972).

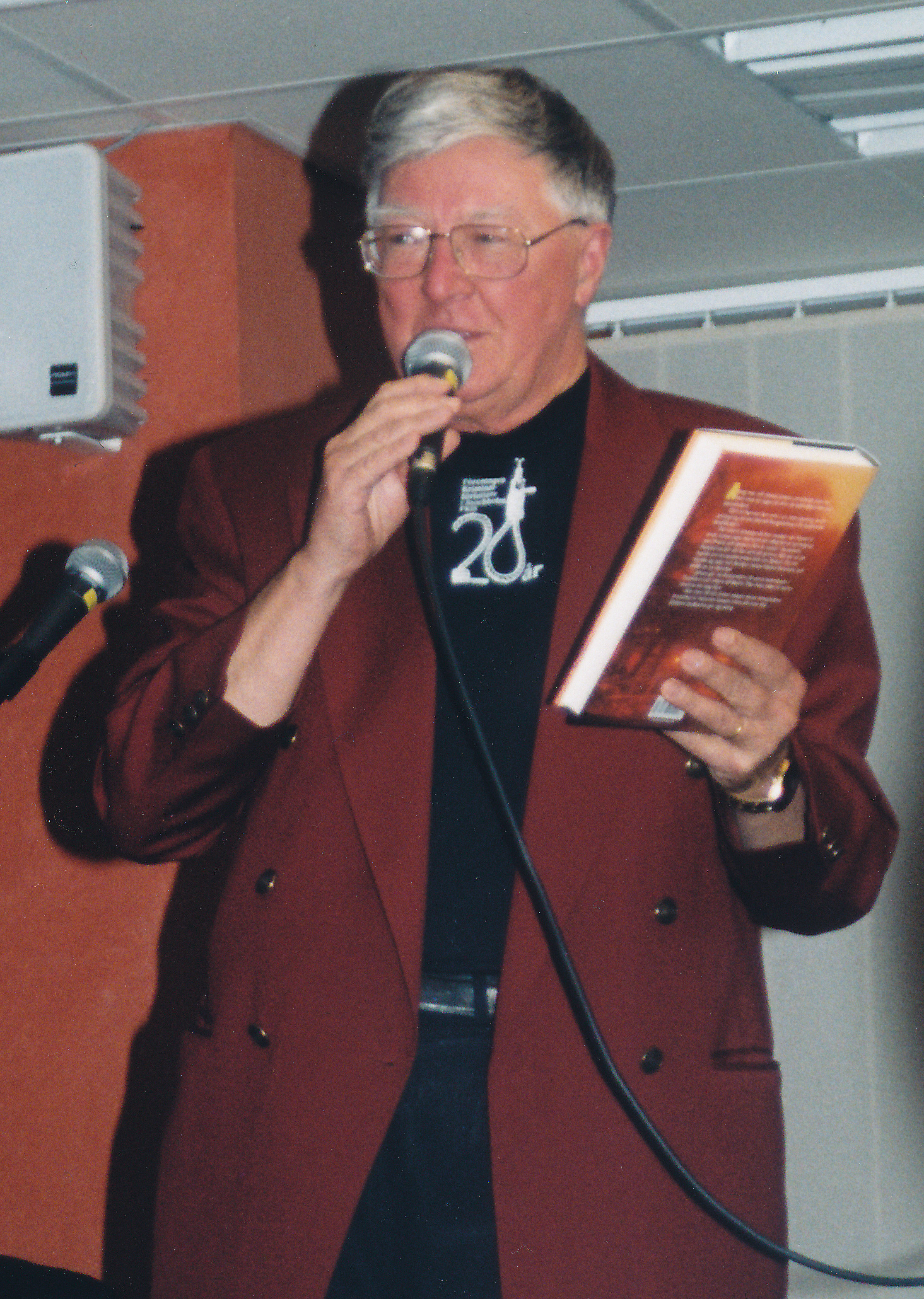
Olov Svedelid presenterar Hasselboken ”Dödens budbärare” på Bokmässan 1999.

### Roland Hassel
I kriminalromanerna om stockholmspolisen Roland Hassel ville Svedelid uppmärksamma olika former av organiserad brottslighet som han fått kännedom om via källor inom polisen och rättsväsendet i Sverige och internationellt. Den första boken Anmäld försvunnen kom ut 1972 och belönades med Expressens Sherlockpris för årets bästa kriminalroman. Även den tolfte boken Barnarov prisades 1987 för årets bästa svenska kriminalroman av Svenska Deckarakademin. Boken Död i ruta ett (2004) avslutade Hasselserien, som sammanlagt består av tjugosju romaner. 
Tio böcker filmatiserades av SVT Drama mellan 1986 och 1992. Rollen som den lätt alkoholiserade och något kantige Hassel spelas av Lars-Erik Berenett. Han har även huvudrollen i långfilmen Hassel – Förgörarna, med manus av Hans Rosenfeldt, som hade biopremiär i Stockholm, Göteborg och Malmö den 28 januari 2000. 
Roland Hassel har sedan återuppstått både på film och som tv-serie. Filmen Hassel – Privatspanarna (2012) följer den pensionerade Hassel (Lars-Erik Berenett) som gör privatspaningar kring Palmemordet. Ola Rapace tog över huvudrollen när Hassel återigen aktualiserades som tv-serie på Viaplay 2016.

### Advokat Rosenbaum
Rättgångsromanerna om den judiske advokaten Samuel Rosenbaum var ett samarbete med Svedelids nära vän, advokaten Leif Silbersky. Första boken Sista vittnet släpptes 1977, den tjugoandra och sista Hämnden är aldrig rättvis kom 2006. 
Baserade på Rosenbaumböckerna Bländverk, Målbrott och Sista vittnet skapade SVT en tv-serie i tre delar 1993 efter manus av Björn Gunnarsson och Kjell Sundvall. Rollen som Rosenbaum, en enstöring med ett mörkt förflutet från förintelsen där hela hans familj utplånades, spelas av Erland Josephson.

### Betong-Rosorna
Under 1977 lanserade Svedelid en deckarserie för unga, Betong-Rosorna. Bokserien innehåller tio fristående berättelser där läsaren får följa ett kompisgäng i förorten som löser mysterier. Betong-Rosorna och de falska nycklarna fick Svenska Deckarakademins pris för bästa barn- och ungdomsdeckare 1977.

### Historiska romaner för barn och unga
Olov Svedelid står bakom en lång rad historiska romaner. En serie med tretton böcker där kunskap om Sveriges historia varvas med äventyr blev mycket populära som bredvidläsning i skolan. Några kända titlar är Striden vid ringmuren (1978), Mor är ingen häxa (1979), Slottet brinner! (1984) och Skjut kungen! (1991). 
År 2002 kom Svedelid ut med en ny romanfigur – den äventyrliga Max Mikkel, en tolvåring som bor på Kalmar slott och kan röra sig bakåt i tiden. Den andra och sista delen gavs ut 2004.
Han författade även historieböcker för grundskolan. Läroboken Svedelids historia från 1990 berättar om Sveriges historia från vikingatid till och med skottet på Operan och Gustav III:s död 1792.

### Sagan om Catarina Dufva
En ny historisk romanserie om den fattiga barnhemsflickan Catarina Dufva presenterades av Svedelid 1986. Sagan om Catarina Dufva inleds med En Dufva i Stockholm där vi får följa den unga Catarina som piga hos den förmögna familjen Lohe i 1600-talets Stockholm. Berättelsen avslutades 2004 med en sjunde del, Catarina och Silvervägen.

### Teater, tv-serier och andra uppdrag
Vid sidan om bokproduktionen författade han debatt- och tidningsartiklar, noveller och reportage. I ett par decennier var han en flitigt anlitad reporter och skribent för veckotidningarna Hemmets Journal och Allers. Han skrev också för radio och tv, film och teater. 

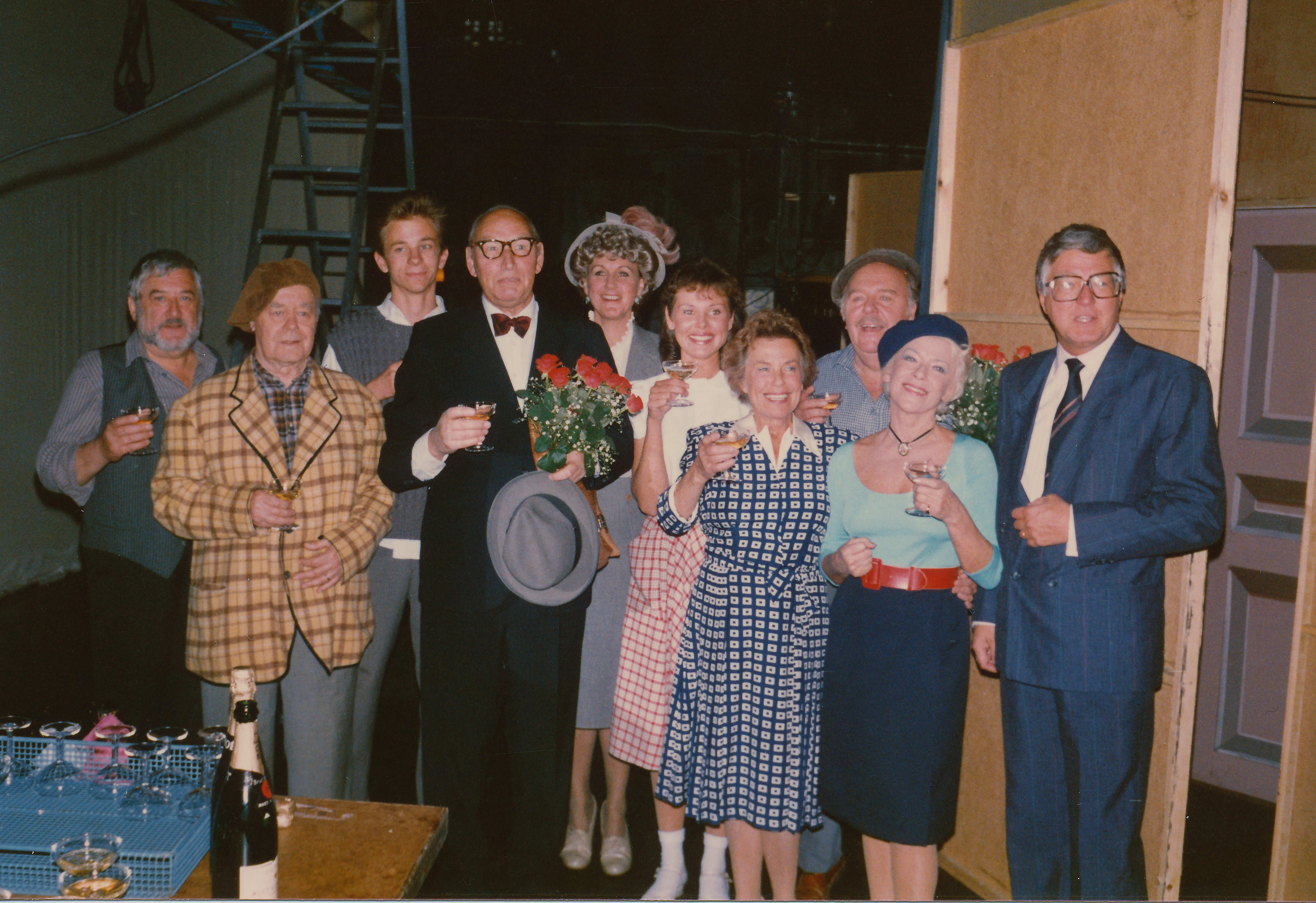
Seniorteaterns ensemble 1986. Olov Svedelid syns längst till höger med Annalisa Ericson och Sickan Carlsson. Övriga från vänster, John Harryson, Gus Dahlström, Rolf Berlin, Sven Holmberg, Fillie Lyckow, Jeanette Holmgren och Gösta Krantz.

Med pjäsen Varför vill du mörda mig? gjorde Svedelid debut som manusförfattare i teatervärlden. Manuset vann en tävling som Riksteatern anordnade 1980 i syfte att hitta författare i genren kriminalpjäser. Fem år senare startade han Seniorteatern och Juniorteatern på Reginateatern i Stockholm och producerade egna pjäser för både barn, unga och vuxna. I ett urval av Svedelids verk kan nämnas folklustspelet Nu blommar det i Trädgårdsgränd, komedipjäsen Guldbröllopet och farsen Rena Magin. Han anlitade några av Sveriges mest folkkära skådespelare, Sickan Carlsson, Annalisa Ericson, Tor Isedal, John Harryson, Gus Dahlström, Inga Gill och Bert-Åke Varg. Militärlustspelet Lottor och Landstorm, med bland andra Eva Roos och Gösta Krantz, spelades på en utomhusscen i Vaxholms fästning sommaren 1987. Svedelid tog sig även an uppdraget att skriva manus till Växjö teaters nyårsrevy 1989 – Raka rör. Författarens inspel i teatervärlden avslutades med musikalen Stockholmsblod som sattes upp på Stadsteatern 1999.
Tillsammans med regissören Håkan Ersgård skapade han tv-serien Spanarna som visades på SVT1 1983. Serien kretsar kring två kriminalinspektörer vid spaningsroteln som spelas av Tor Isedal och John Harryson. Svedelid skrev även manus till flera avsnitt för tv-serien Svenska brott (1984–1985) om verkliga brottsfall i Sverige. I samarbete med advokaten Leif Silbersky utformade han också en tv-serie för TV4, Lag & Moral (1995), där varje avsnitt innehöll ett rättegångsdrama för att illustrera hur den svenska rättvisan fungerar. När Svedelid under en tågresa på 1990-talet mötte skivbolagsdirektören Bert Karlsson började de tillsammans skissa på en idé till en talangsåpa för tv, Schlagerfabriken, men inget tv-bolag nappade. Några år senare förverkligade Bert Karlsson idén i en omarbetad version när Sveriges första talangsåpa Friends på turné visades på TV4.
I ett lite udda uppdrag anlitades Svedelid av Nedre Norrlands mejeriförening NNP att skriva åtta avsnitt i en deckargåta för barn och unga. Serien Ostmysteriet trycktes på baksidan av mejeriets mjölkförpackningar 1999.

### Samarbeten, fackböcker och översättningar
Olov Svedelid skrev flera böcker om och tillsammans med andra kända personer. I ett urval kan nämnas thrillern Priset för ett liv (1991) i samarbete med politikern Ulf Adelsohn, biografin För nöjes skull (1998) med nöjesarrangören Hasse Wallman och boken Köp rosor (2000) om sångerskan Ulla Billquist i samarbete med hennes dotter Åsa Billquist-Roussel. Några kanske oväntade titlar i Svedelids bokproduktion kom på 2000-talet, Mitt namn är Eduard Braun Hitler (2000), H C Andersen och djävulens advokat (2005) och Greta Garbo och den döde mexikanen (2007). Inför varje bokidé ägnades dagar och veckor för faktaforskning. Förarbetet innehöll ofta resor och studiebesök för att kunna beskriva interiörer och miljöer på ett autentiskt sätt. Ett par exempel är boken Schahens miljarder (1985) som tog honom till Venedig och Lissabon och novellsamlingen Öden på hotell (1994) där arbetsresan gick till det sägenomspunna Grand Hotel Europe i S:t Petersburg. 
Svedelid skrev också fackböcker i vitt skilda ämnen, bland annat Inte ska du gå arbetslös (1992), Alla är vi invandrare eller utvandrare (2000) och boken Reseliv (2000) som skildrar det svenska resandets historia. Han var även gästförfattare i boken Piprökarnas sköna värld (1990). 
Ett urval av Svedelids böcker är utgivna i norden samt översatta till engelska, franska, tyska, holländska, italienska och slovakiska.

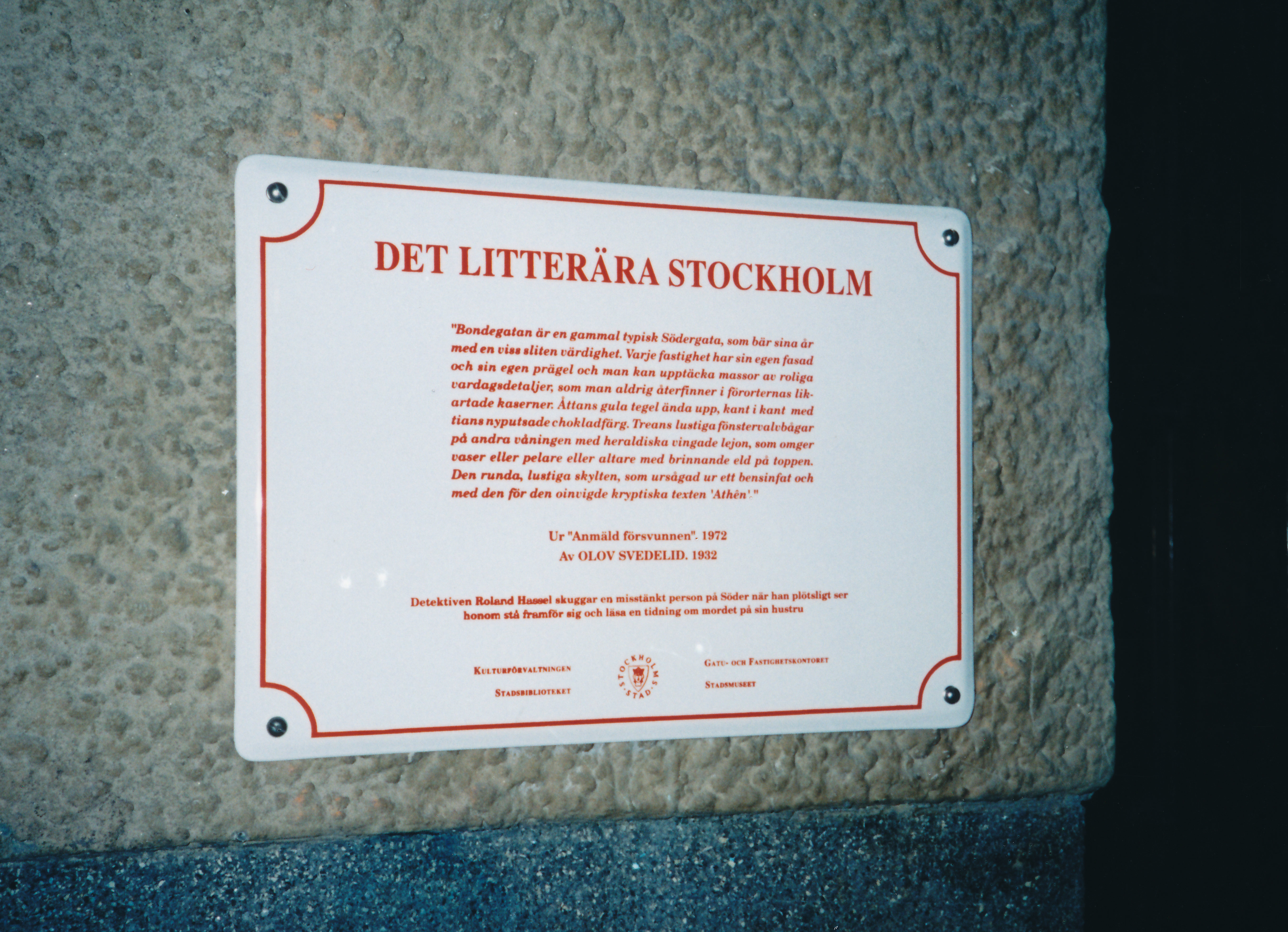
Olov Svedelids litterära skylt på Bondegatan 10 i Stockholm med citat från Hasselboken "Anmäld försvunnen".

### Älskade Stockholm
Stockholm har haft mycket stor betydelse i Svedelids skildringar. På dagliga promenader inspirerades han av bebyggelse, innergårdar, gator och gränder, han tog reda på allt om dess historia och vävde in kunskapen i sitt berättande. År 2001 hyllades han av staden med en skylt i projektet "Det litterära Stockholm". Skylten har ett citat från Hasseldeckaren Anmäld försvunnen och finns vid Bondegatan 10 på Söder.
I Olov Svedelids livsverk från 1964 till 2008 finns cirka 185 boktitlar. Boken Älskade Stockholm, som är författarens hyllning till staden han älskade, levde och verkade i gavs ut postumt hösten 2009.

### Böcker

#### Serien om Roland Hassel
- Anmäld försvunnen 1972 (filmatiserades år 1986, se vidare Hassel – Anmäld försvunnen)
- Svarta banken 1973 (filmatiserades år 1992, se vidare Hassel – Svarta banken)
- Beskyddarna 1974 (filmatiserades år 1986, se vidare Hassel – Beskyddarna)
- Vapenhandlarna 1975
- Guds rötter 1975
- Slavhandlarna 1979 (filmatiserades år 1989, se vidare Hassel – Slavhandlarna)
- Säkra papper 1980 (filmatiserades år 1989, se vidare Hassel – Säkra papper)
- Glitter 1981
- Terrorns finger 1982 (filmatiserades år 1989, se vidare Hassel – Terrorns finger)
- Botgörarna 1983 (filmatiserades år 1992, se vidare Hassel – Botgörarna)
- Offren 1984 (filmatiserades år 1989, se vidare Hassel – Offren)
- Barnarov 1987
- Gengångarna 1988
- De giriga 1989 (filmatiserades år 1992, se vidare Hassel – De giriga)
- Facklorna 1990
- Utpressarna 1991 (filmatiserades år 1992, se vidare Hassel – Utpressarna)
- Plundrarna 1992
- Förgörarna 1993 (filmatiserades år 2000, se vidare Hassel – Förgörarna)
- Förfalskarna 1994
- Piraterna 1995
- Dödens medicin 1996
- Domens dag 1998
- Dödens budbärare 1999
- Rovriddarna 1999 (novella)
- Hassel och jakten på lilla Mona 2001 (novellsamling)
- Hassel och utpressarna 2002 (novellsamling), Hassel figurerar i två av de totalt tolv novellerna
- Nödens handelsmän 2002
- Främlingarna 2003
- Hassel och Osiris hämnd 2003 (novellsamling)
- Död i ruta ett 2004

#### Serien om advokat Rosenbaum
- Sista vittnet 1977 (tillsammans med Leif Silbersky)
- Straffspark 1978 (tillsammans med Leif Silbersky)
- Bländverk 1979 (tillsammans med Leif Silbersky)
- Målbrott 1980 (tillsammans med Leif Silbersky)
- Dödens barn 1981 (tillsammans med Leif Silbersky)
- Dina dagar är räknade 1982 (tillsammans med Leif Silbersky)
- Ont blod 1983 (tillsammans med Leif Silbersky)
- Villfarelsen 1984 (tillsammans med Leif Silbersky)
- Villebrådet 1985 (tillsammans med Leif Silbersky)
- Bilden av ett mord 1986 (tillsammans med Leif Silbersky)
- Narrspel 1988 (tillsammans med Leif Silbersky)
- Sprängstoff 1989 (tillsammans med Leif Silbersky)
- En röst för döden 1990 (tillsammans med Leif Silbersky)
- Döden tar inga mutor 1992 (tillsammans med Leif Silbersky)
- Svart är dödens färg 1993 (tillsammans med Leif Silbersky)
- Skrivet i blod 1994 (tillsammans med Leif Silbersky)
- Den stora tystnaden 1995 (tillsammans med Leif Silbersky)
- Gå i döden 1996 (tillsammans med Leif Silbersky)
- Mördaren har inga vänner 1998 (tillsammans med Leif Silbersky)
- Den sista lögnen 2000 (tillsammans med Leif Silbersky)
- Upplösningen 2002 (tillsammans med Leif Silbersky)
- Hämnden är aldrig rättvis 2006 (tillsammans med Leif Silbersky)

#### Sagan om Catarina Dufva
- En Dufva i Stockholm 1986
- En Humbla på haven 1999
- Men bräcklig är lyckan 1999 (samlingsutgåva av En Dufva i Stockholm och En Humbla på haven)
- Catarina och kärlekens pris 2000
- Catarina och tsaren 2001
- Catarina i slavarnas rike 2002
- Berättelsen om Catarina 2003 (samlingsutgåva av En Dufva i Stockholm, En Humbla på haven och Catarina och kärlekens pris)
- Catarina i nya världen 2003
- Catarina - En okuvlig kvinna 2004 (samlingsutgåva av Catarina och tsaren, Catarina i slavarnas rike och Catarina i Nya världen)
- Catarina och Silvervägen 2004

#### Historiska romaner för barn och unga
- Striden vid ringmuren 1978
- Mor är ingen häxa 1979
- Återtåget 1981
- Bränn borgarna 1982
- Fripassageraren 1983
- Slottet brinner! 1984
- Jagad! 1986
- Störta tyrannen 1988
- Svik oss inte 1989
- Skjut kungen! 1991
- Bära eller brista 1993
- Den onda makten 1995
- Uppror 1999

#### Serien om Betong-Rosorna
- Betongrosorna och de falska nycklarna 1977
- Betongrosorna och centrumligan 1978
- Betongrosorna och bränderna 1979
- Betongrosorna och damen som försvann 1981
- Betongrosorna och den stora stölden 1982
- Betongrosorna och postrånet 1983
- Betongrosorna och hotelsebreven 1986
- Betongrosorna och bedragaren 1988
- Betongrosorna och det hemliga märket 1992
- Betongrosorna och de falska sedlarna 1994

#### Övriga
- Döden tystar mun 1964
- En säljare är död 1967
- Samtal från en död 1970
- Skål för döden 1971
- Döden fyller hundra 1972
- Mord bäste broder 1974 (tillsammans med Leif Silbersky)
- Gullmans 1975
- Anbud från döden 1975 (tillsammans med Leif Silbersky)
- Döden skriver brev 1976 (tillsammans med Leif Silbersky)
- Lurad 1977
- En människa försvinner 1977
- Concept på villovägar 1977
- Jag kommer och hämtar dig 1977
- En man i huset 1978
- Kejsarbrevet 1979
- Sommaren med pappa 1980
- Gift med en skugga 1981
- Den gyllene kedjan 1981
- Hemligheten 1981
- Historia 1981 (tillsammans med Anders Salomonsson)
- Schahens miljarder 1985
- 24 timmar 1990 (tillsammans med Albert Bonnier Jr)
- Köp rosor 1990 (tillsammans med Åsa Billquist-Roussel)
- Idrotten blev mitt liv 1991 (tillsammans med Gunnar Lundström)
- Priset för ett liv 1991 (tillsammans med Ulf Adelsohn)
- Inte ska du gå arbetslös 1992
- Och tiden den stod stilla 1992 (tillsammans med Leif Silbersky)
- Världen som var Kungsholmen 1993
- Öden på hotell 1994
- Vinnarna 1995 (tillsammans med Gunilla Haglundh)
- Det sjunde sinnet 1996
- Giftiga karameller 1997 (novellsamling)
- För nöjes skull 1998 (tillsammans med Hasse Wallman)
- De mystiska grannarna 1998
- Bosse i storskogen 1998
- Schysta killar 1998
- Mitt namn är Eduard Braun Hitler 2000
- Reseliv 2000
- Viskningar och skrik 2000
- Alla är vi invandrare eller utvandrare 2000
- Pappa är livrädd 2000
- Strömkantring 2001
- Branden 2001
- Max Mikkel och slottets hemlighet 2002
- Stormen 2002
- Ön 2003
- Max Mikkel och de döda fåglarna 2004
- Mannen med två ansikten 2004
- H.C. Andersen och djävulens advokat 2005
- Kungens spion 2005
- Greta Garbo och den döde mexikanen 2007
- Riden av maran, besatt av demoner, helad av änglar 2008 (självbiografisk)
- Älskade Stockholm 2009 (utgiven postumt)
- Lär dig skriva spännande 2010 (utgiven postumt)

### Teatermanus
- Varför vill du mörda mig? Riksteatern 1980
- Mannen som var avundsjuk på Bing Crosby, Riksteatern 1984
- Ingen kommer undan, Blomstermåla Folkets hus 1985
- Nu blommar det i Trädgårdsgränd, Reginateatern 1985
- Guldbröllopet, Reginateatern 1986
- Livstråden, Reginateatern 1986
- Trollpulvret, Reginateatern 1986
- Rena magin, Reginateatern 1987
- Lottor och Landstorm, Vaxholms fästning 1987
- Raka rör, Växjö teaters Nyårsrevy 1989
- Drömrevyn, Scalateatern 1998
- Stockholmsblod, Stockholms stadsteater 1999

### Filmmanus
- 1973 – Smutsiga fingrar

## Priser och utmärkelser
- 1970 Hedersomnämnande för thrillern Samtal från en död i Expressens omröstning om årets bästa deckare
- 1972 Expressens Sherlockpris för årets bästa kriminalroman Hasseldeckaren Anmäld försvunnen
- 1977 Svenska Deckarakademins pris för bästa barn- och ungdomsdeckare Betong-Rosorna och de falska nycklarna
- 1980 Första pris i Riksteaterns manustävling med kriminalpjäsen Varför vill du mörda mig?
- 1987 Svenska Deckarakademins pris för årets bästa svenska kriminalroman Hasseldeckaren Barnarov
- 1990 Första pris i Aftenpostens nordiska tävling för proffsförfattare om bästa kriminalnovell med novellen Överkörd
- 2001 Hyllad av Stockholms stad med en Litterär skylt på Bondegatan 10
- 2007 Svenska Deckarakademins Grand Master-diplom